# 伊比利亚美洲大学协会
伊比利亚美洲大学协会（英語：Iberoamerican Association of Postgraduate Universities；简称AUIP）是一个国际性的非营利性组织和非政府组织，是联合国教育、科学及文化组织的一员，其主要功能是促进研究生和博士生在拉丁美洲的发展，目前已经有西班牙、葡萄牙、拉丁美洲和加勒比地区的130多个高等院校加入。